# فلاديمير كيم
فلاديمير كيم (بالقازاقية: Владимир Сергеевич Ким)‏ هو رائد أعمال كازاخستاني، ولد في 29 أكتوبر 1960 في Maktaaral District ‏ في كازاخستان.